# Point Comfort (Teksas)
Point Comfort je grad u američkoj saveznoj državi Teksas. Prema popisu stanovništva iz 2010. u njemu je živjelo 737 stanovnika.